# 莫濟里嶺
莫濟里嶺是白俄羅斯的山嶺，位於普里皮亞季河的右岸，由戈梅利州負責管轄，長33公里、寬3至10公里，海拔高度160至200米，最高點海拔高度221米，約36%土地被森林覆蓋。